# Johann Friedrich Wurm
Johann Friedrich Wurm, född 19 januari 1760 i Nürtingen, död 23 april 1833 i Stuttgart, var en tysk lärare och astronom.
Wurm, som var lärare vid gymnasiet i Stuttgart 1807–1824, sysselsatte sig med astronomiska observationer av olika slag och särskilt med studiet av variabla stjärnor.